# Arcturus parvus
Arcturus parvus is een pissebed uit de familie Arcturidae. De wetenschappelijke naam van de soort is voor het eerst geldig gepubliceerd in 1910 door Richardson.